# 매자나무과
매자나무과(----科, 학명: Berberidaceae 베르베리다케아이[*])는 미나리아재비목의 과이다.
주로 북반구 온대에 널리 분포하며, 13속의 약 730여 종 정도가 알려져 있고, 대부분(620여 종)이 매자나무속 (Berberis)에 속해 있다. 한국에서는 매자나무·삼지구엽초·남천·매발톱나무·산매자나무·연밥매자나무 등의 5속 7종이 분포하고 있다.
여러해살이풀 또는 관목으로서, 잎의 모양은 단순하거나 또는 겹잎이 피는데, 어긋나며 턱잎은 없다. 꽃은 양성화로 방사대칭이고 대부분 3수성인데, 종류에 따라서는 2수성으로 돌려나는 경우도 있다. 일반적으로 꽃받침조각·꽃잎·수술은 2줄로 늘어서 있다. 꽃잎에는 보통 꿀샘이 있다. 수술의 꽃밥은 녹나무과와 같이 마치 꽃잎처럼 벌어진다. 씨방은 1개로 상위이고 보통 1개의 방이 있지만, 경우에 따라서는 2개의 방을 가진 것도 있다. 밑씨는 1개 또는 여러 개로, 씨방의 측막 태자리나 밑부분에 생긴다. 열매는 장과 또는 삭과이다.

## 하위 분류
- 깽깽이풀속(Plagiorhegma Maxim.)
- 꿩의다리아재비속(Caulophyllum Michx.)
- 남천속(Nandina Thunb.)
- 매자나무속(Berberis L.)
- 삼지구엽초속(Epimedium Tourn. ex L.)
- 세잎풀속(Achlys DC.)
- 한계령풀속(Gymnospermium Spach)
- Bongardia C.A.Mey.
- Jeffersonia W.Bartram)
- Leontice L.
- Podophyllum L.
- Ranzania T.Itô
- Vancouveria C.Morren & Decne.